# Peary (Schiff)
Die USS Peary (DD-226) war ein Clemson-Zerstörer der United States Navy. Namensgeber des Schiffes war Polarforscher Robert Edwin Peary, der sechs Wochen vor dem Stapellauf des Zerstörers gestorben war. Seine Tochter Marie Peary Stafford (1893–1978) taufte den Zerstörer beim Stapellauf.
Die Peary war der erste Zerstörer der US-Navy, der im Zweiten Weltkrieg im Pazifik verloren ging.

## Geschichte
Die USS Peary wurde am 9. September 1919 unter der Baunummer 492 gleichzeitig mit den Schwesterschiffen Stewart (DD 224) und Pope (DD 225) bei William Cramp & Sons in Philadelphia auf Kiel gelegt und beim Stapellauf am 6. April 1920 von der Tochter des Namensgebers getauft. Die Indienststellung des Zerstörers der Clemson-Klasse erfolgte am 22. Oktober 1920.

1922 verlegte die Peary dann an die amerikanische Westküste und dann weiter zu den Philippinen zu der amerikanischen Asienflotte, wo sie bis zum Kriegsausbruch mit Japan im Dezember 1941 verblieb. Der Zerstörer war vorrangig dort im Einsatz, um amerikanische Interessen in der Republik China zu schützen. Dies umfasste von 1923 bis 1931 Dienst in der Yangtze Patrol Force auf dem Jangtse, danach folgten jedes Jahr Einsätze in chinesischen Küstengewässern und verstärkte Verbandsübungen in den Wintermonaten bei den Philippinen bis zum amerikanischen Kriegseintritt in den Pazifikkrieg als Folge des japanischen Angriffs auf Pearl Harbor Ende 1941.

### Kriegseinsatz

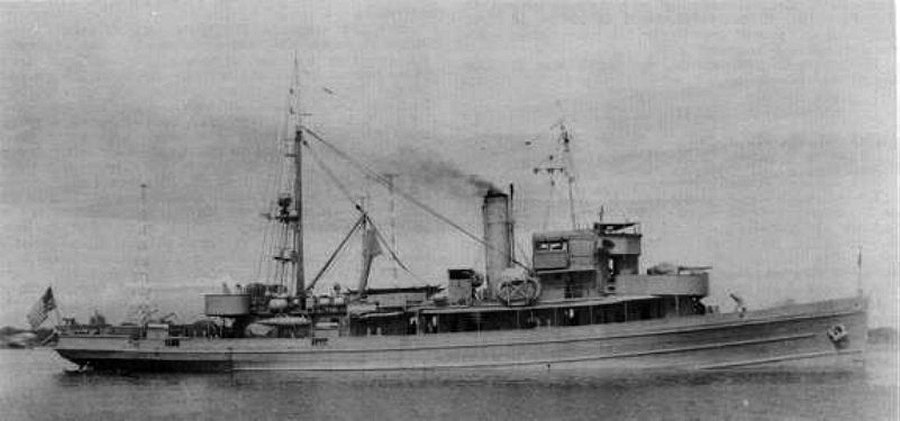
Die Whippoorwill

Bei Beginn der japanischen Invasion der Philippinen lag die Peary zu Reparaturen im Stützpunkt Cavite in der Manilabucht nach einer Kollision mit dem Schwesterschiff Pillsbury. Als am 10. Dezember japanische Bomber den amerikanischen Stützpunkt angegriffen, erhielt der nicht einsatzbereite Zerstörer an seiner Pier einen Treffer mittschiffs, der acht Besatzungsmitglieder tötete und zahlreiche andere, darunter auch den Kommandanten, verwundete. Die nicht beschädigte Pillsbury, die auf der anderen Seite des Piers lag, half dem Schwesterschiff mit einer Eimerkette beim Löschen des Feuers und übernahm die Verletzten der Peary. Da es inzwischen in vielen Bereichen der Marinewerft brannte und Vorräte zu explodieren drohten, nahm die Pillsbury Fahrt auf, um den Werfthafen zu verlassen. Der inzwischen eingetroffenen Minensucher Whippoorwill konnte die nicht fahrbereite Peary aus dem brennenden Werftgelände schleppen und mit ihren Schläuchen die Feuer auf dem Zerstörer löschen, der in einer naheliegenden Bucht verankert wurde.
In den kommenden Tagen wurde die Peary wieder fahrbereit gemacht und konnte ihre Besatzung wieder vervollständigen. Neuer Kommandant wurde der Leutnant John M. Bermingham, der zuletzt 1. Offizier der Stewart gewesen war und eigentlich in die USA zu einer neuen Verwendung zurückkehren sollte. Die Reparaturen machten den Zerstörer seefähig, aber nicht voll einsatzbereit.
Am 17. Dezember besaßen die Japaner bereits Stützpunkte auf Luzon und Mindanao und es gab tägliche Angriffe, so dass alle seefähigen Schiffe Cavite nach Süden verlassen sollten. Peary und Pillsbury wollten sich diesen Schiffen anschließen. Sie erhielten jedoch den Befehl, mit den noch vorhandenen Schnellbooten Kampfgruppen zu bilden. Zwei ihrer Torpedorohrsätze gab jeder der Zerstörer von Bord und jeder machte eine Aufklärungsfahrt Richtung Mindoro. Die Peary führte ihren Einsatz am 23. Dezember durch. Am 24. erfuhr die Navy von den weiteren Plänen des Oberkommandierenden Douglas MacArthur.
Die Marine zerstörte dann ihre Einrichtungen um Manila, die Zerstörer wurden vollgetankt und überstanden am 26. einen weiteren Luftangriff mit leichten Schäden. Die Zerstörer hatten die Freiheit, jeden passenden Weg zu den Alliierten in Surabaya zu finden.
Die Pillsbury wählte einen Weg über das freie Meer nach Balikpapan (outside route), die Peary folgte am Abend des 26. auf der sogenannten inside route nach Süden. Am 27. erreichte der Zerstörer die Campomanes Bay von Negros Island. Um bei einem küstennahen Marsch möglichst unauffällig zu sein, entschied die Schiffsführung, das Schiff grün zu malen und mit Palmwedeln zu tarnen. Die Idee, so den japanischen Aufklärern zu entgehen, bewährte sich auf Anhieb. Mindestens zweimal zeigten japanische Flugzeuge kein Interesse an der kleinen grünen Insel. Bei Dunkelheit passierte der Zerstörer die Pilas Strait im Sulu-Archipel und lief weiter nach Südosten Richtung Manado, (Sulawesi) um dann zum niederländisch-australischen Stützpunkt Ambon weiter zu laufen. Ein Anfangs als alliiertes Flugboot identifiziertes, aber japanisches Flugboot begleitete den Zerstörer schon ab dem frühen Morgen. Gegen 14:20 Uhr griffen andere japanische Maschinen den Zerstörer an. Es gelang dem Zerstörer sowohl Bomben wie Torpedos der Angreifer auszuweichen.

Unbemerkt von der Peary hatte zuvor eine australische Catalina den Zerstörer und das ihm folgende Flugzeug beobachtet und hielt die Peary für einen japanischen Zerstörer gesichert von einem Flugboot. Als der Zerstörer gegen 16:45 Uhr bei Menado eintraf, versuchte er trotz bald drohender Dunkelheit weiterzulaufen. Gegen 18 Uhr wurde die Peary von drei australischen Lockheed-Hudson-Bombern angegriffen. Die Peary erkannte die Verbündeten, die jedoch trotz der winkenden Besatzung zwei Angriffe flogen. Alle Bomben schlugen nahe beim Zerstörer ein. Genauer zum Ziel gebracht, starb an Bord ein Mann, zwei weitere wurden verletzt und ein vierter ging über Bord und überlebte dank eines Fischerboot, das ihn aufnahm, in japanischer Kriegsgefangenschaft. Der Grund des Todes des Matrosen durch das Feuer einer australischen Maschine wurde im Logbuch des Zerstörers mit „friendly fire“ angegeben, eine Phrase, die sich inzwischen weltweit durchgesetzt hat. Neben leichten, unwichtigen Schäden durch das Feuer der australischen „Freunde“ wurde auch ein Steuerseil zerschossen. Die Peary setzte in der Nacht ihren Marsch vor, in der dann noch das Lager der Steuerbordmaschine überhitzte, so dass sie stillgelegt wurde, um das Lager zu schonen. Auch besaß der Zerstörer kaum noch Kesselwasser und brauchte dringend einen Versorgungspunkt. Noch fähig, 22 Knoten zu laufen, lief der Zerstörer weiter bis Ambon, wo sich ein niederländisch-australischer Stützpunkt befand. Dort notdürftig repariert fuhr die Peary zum Jahresende weiter zum australischen Darwin.

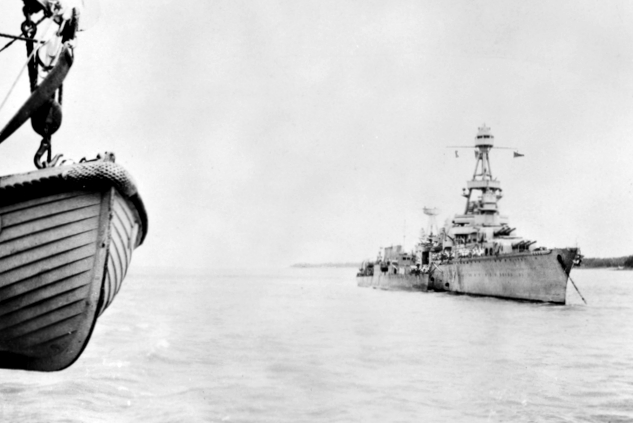
Die US-Kriegsschiffe Houston und Peary 1942 in Darwin

In Darwin zeigte sich, dass ein großer Teil der Mannschaft an Malaria erkrankt war.

Den Januar und Anfang Februar 1942 verbrachte die Peary mit Patrouillen zur U-Boot-Jagd im Gebiet von Darwin. Mitte Februar sollte der weiterhin nur noch bedingt einsatzbereite Zerstörer Teil des Geleitschutzes für einen Konvoi nach Kupang werden, der dringend benötigte Verstärkung für die Verteidigung von Timor geladen hatte, unter anderem ein australisches Pionierbataillon und ein Artilleriebataillon der US Army. Der Geleitschutz war entsprechend groß, neben der Peary der schwere Kreuzer Houston und die australischen Sloops Swan und Warrego. Dabei kam es am 16. Februar zu einem schweren Angriff von 54 japanischen Flugzeugen. Es gab im Konvoi zwar nur leichte Schäden durch Nahtreffer, aber aufgrund der Heftigkeit des Angriffs und da bis zum Erreichen von Kupang mit weiteren schweren Angriffen zu rechnen war, sah sich der Konvoi gezwungen, nach Darwin zurückzukehren. Von dort lief die Peary zusammen mit der Houston am Abend der 18. Februar sofort wieder aus, um sich bei Java dem Hauptverband der ABDA-Flotte unter Konteradmiral Karel Doorman zur Verteidigung von Java anzuschließen. Vor Darwin gab es jedoch einen U-Boot-Kontakt, bei dessen Verfolgung der Zerstörer so viel Treibstoff verbrauchte, dass er zum Auftanken erneut nach Darwin beordert wurde, während die Houston alleine weiterfuhr.

### Das Ende derPeary

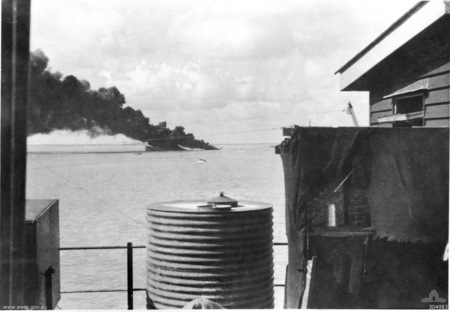
Die brennende USS Peary vor dem Untergang 1942

Daher lag die Peary im Hafen von Darwin, als die Maschinen von vier Flugzeugträgern (Akagi, Kaga, Hiryū und Sōryū) des Kidō Butai die Stadt am 19. Februar angriffen. Bei dem Angriff entstand schwerer Schaden in Darwin, zahlreiche Schiffe wurden versenkt oder beschädigt, darunter auch die vier Transporter des Konvois. Der Zerstörer selbst erhielt fünf Bombentreffer, unter anderem in das vordere Magazin und in den hinteren Maschinenraum, als er während des Angriffs versuchte, ein Lazarettschiff durch das Legen einer Rauchwand zu schützen. Die Peary sank gegen 13 Uhr als Folge der Treffer im Hafen. Von der Besatzung starben 89 Mann und 16 wurden verwundet, nur 37 Seeleute blieben unverletzt. Von den fünf Offizieren des Zerstörers überlebte nur einer verwundet. Die Peary war der erste Zerstörerverlust der US Navy im Pazifik.

## Ehrungen

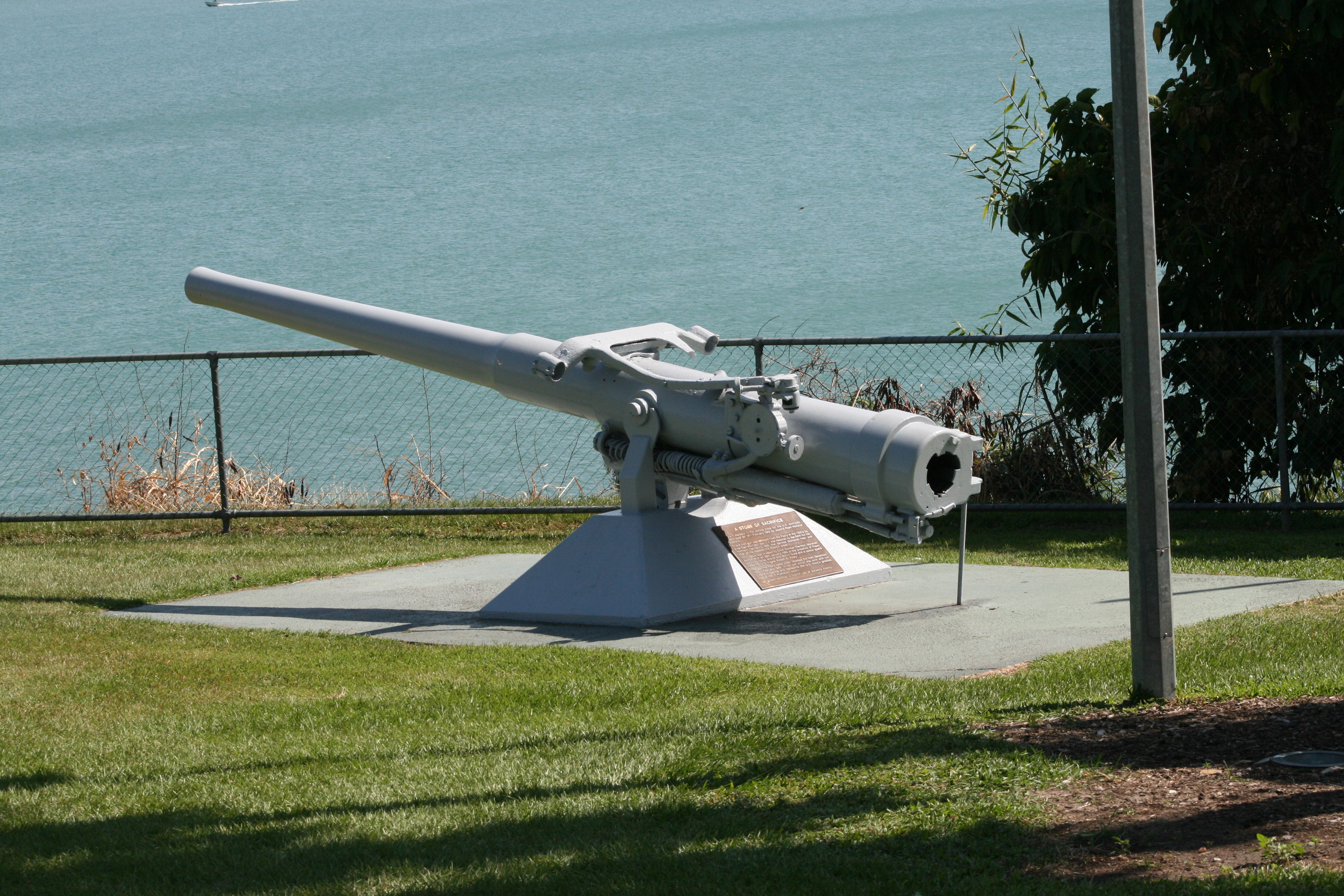
Das Denkmal an USS Peary in Darwin

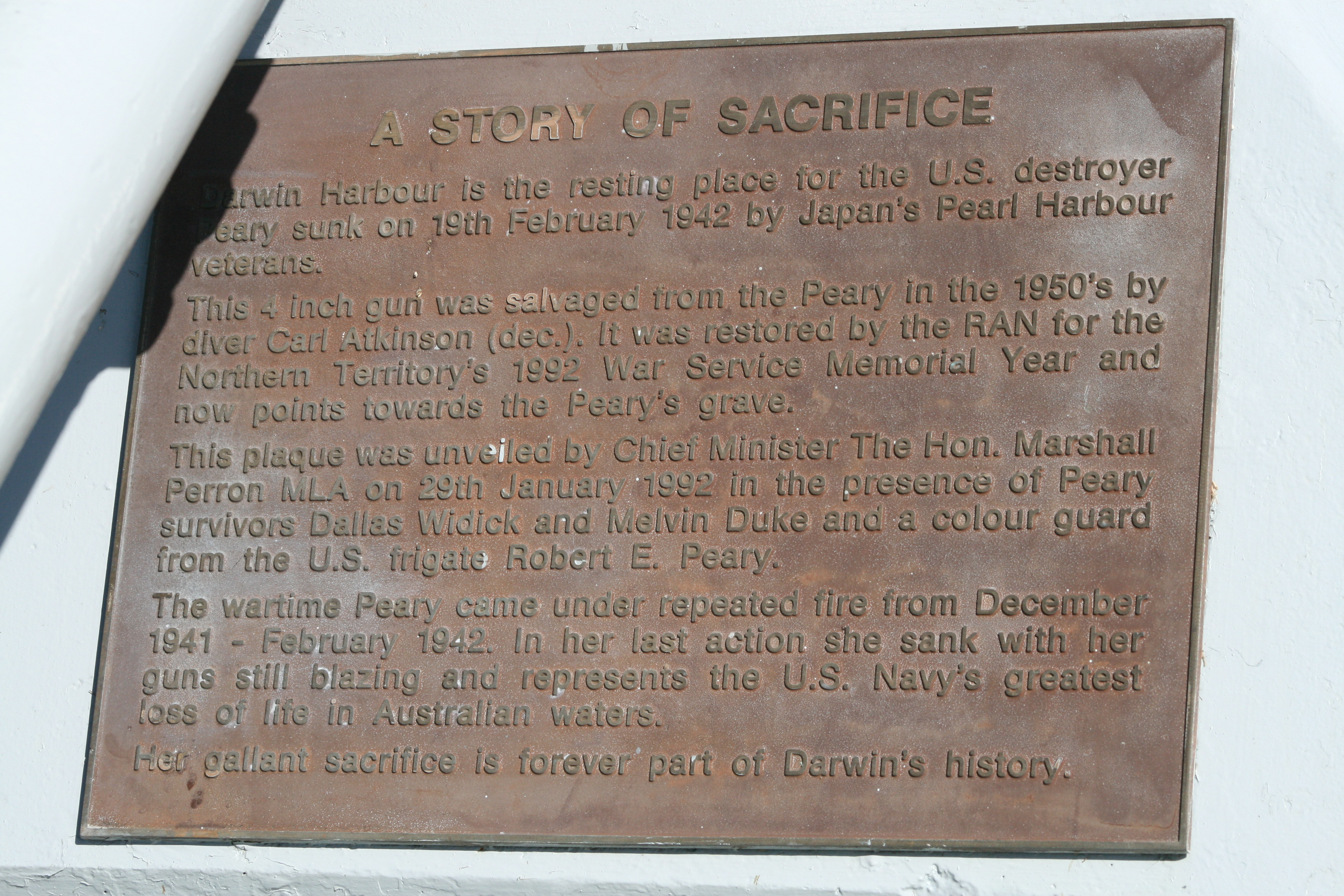
Erinnerungsplakette an die USS Peary

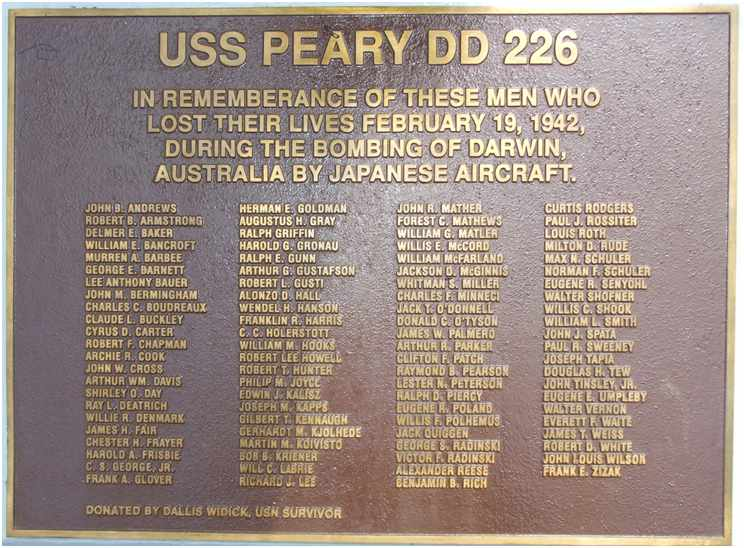
Die Toten der USS Peary

Heute erinnert ein Ehrenmal im Bicentennial Park von Darwin an die Toten des ersten Luftangriffs auf Australien und die Verteidiger des Hafens. Auffälligstes Bestandteil ist eine 4-inch-Kanone der USS Peary, die von Tauchern aus der Bucht geborgen wurde.

Die Waffe weist auf das in der Bucht liegende Wrack, das dort in 27 m Tiefe auf 12° 29′ S, 130° 50′ O liegt.
Der Jahrestag des Angriffs wird meist mit einer Erinnerungsfeier begangen. Auch amerikanische Einheiten haben an der Feier schon teilgenommen.
Von amerikanischer Seite wurden Peary und ihre Besatzung durch die Benennung von drei Schiffen geehrt:
- Schon 1943 kam der Geleitzerstörer USS Robert E. Peary (DE 132) der Edsall-Klasse in den Dienst der Flotte;
- 1972 folgte eine Fregatte der Knox-Klasse, FF 1073 mit diesem Namen, die 1995 an Taiwan abgegeben wurde.
- Von 1944 bis 1946 verfügte die US Navy mit USS John M. Bermingham (DE 530) der Evarts-Klasse über einen Geleitzerstörer mit dem Namen des letzten Kommandanten der USS Peary (DD-226).